# 영신로
영신로(永信路)는 서울특별시 영등포구 도림동부터 영등포구 당산동까지 이어지는 도로이다.

## 경유지
서울특별시
- 영등포구

## 노선
- 당산중학교사거리(영중로) - 영중유치원 - 빅마켓 영등포점 - 영등포경찰서사거리 - 코레일유통본사사옥 - 아하서울시립청소년성문화센터 - 한남상사사거리 - 영등포청과사거리 - 영등포타임스퀘어 - 영등포역고가차도 - 신길로 분기점

## 연결도로
- 영중로
- 양평로
- 버드나루로
- 양산로
- 영등포로